# Transformacja ustrojowa w Hiszpanii
Przejście do demokracji w Hiszpanii (la transición española) – okres w historii Hiszpanii od zakończenia dyktatury generała Francisco Franco do zwycięstwa Hiszpańskiej Socjalistycznej Partii Robotniczej (PSOE) w wyborach październikowych z 1982 roku. Niektórzy historycy uważają, że okres ten rozpoczął się wraz ze śmiercią Franco 20 listopada 1975 roku, inni natomiast, że jego początkiem jest koronacja Jana Karola I Hiszpańskiego, która miała miejsce dwa dni później. Przejście miało charakter pokojowy i było wynikiem porozumienia pomiędzy siłami politycznymi Frankizmu i Opozycji Demokratycznej.

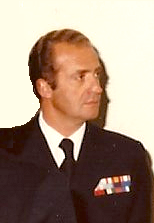
Jan Karol I Burbon

Proces ten można podzielić na dwa etapy: początki demokracji (1975–1978) i umocnienie ustroju (1979–1982). W roku 1969 wycieńczony chorobami Franco zdecydował wyznaczyć jako swojego następcę księcia Jana Karola z dynastii Burbonów. Wydawało się, że przyszły władca popiera ustrój prowadzony przez generała, w rzeczywistości jednak jeszcze przed jego śmiercią zaczął nawiązywać kontakty z reprezentantami opozycji oraz emigracji, którzy zamierzali wprowadzić w kraju reformy liberalne. Po śmierci generała Francisco Franco szybko okazało się, że dotychczasowa polityka nie ma racji bytu bez dyktatora i że frankizm umrze wraz z nim. 22 listopada 1975 roku  książę Jan Karol wstąpił na tron, przyrzekając jednocześnie wierność i lojalność przed Kortezami Ruchowi Narodowemu, ale od początku wykazywał skłonności ku demokracji. Przywódca komunistów Santiago Carrillo nazwał go Janem Karolem Krótkim (przewidywał szybki koniec monarchii hiszpańskiej). Obecnie przyznaje się do swojej pomyłki, mówiąc, że bardziej odpowiedni byłby przydomek „podstępny”.
„Od początku wiedziałem, że monarchia hiszpańska musi być demokratyczna, nie wiedziałem natomiast jak to osiągnąć” - powiedział król kilka lat po koronacji. W grudniu 1975 roku władca wyznaczył Carlosa Ariasa Navarro nowym Przewodniczącym Rządu. Navarro był obecny w polityce już za czasów dyktatury i miał na celu kontynuowanie dawnego ustroju. W skład jego rządu weszli zwolennicy reform tacy jak Manuel Fraga Iribarne, José María de Areilza czy Antonio Garrigues, demokrata Alfonso Osorio i wojskowy popierający bezwarunkowo dawny ustrój - Fernando de Santiago. Sytuacja w kraju nie była dobra, były organizowane liczne strajki (w styczniu 1976 około 6 tysięcy pracowników rozpoczęło protesty w Vitorii, podczas których starali się wywalczyć lepsze warunki pracy), działania terrorystyczne nabrały na sile (atak zbrojny z 9 maja z miasta Montejurra, działalność grup GRAPO, ETA).
1 lipca 1976 król wymusił na Navarro dymisję, oskarżał go o bycie niezdolnym do zrealizowania koniecznych reform politycznych i do skonfrontowania się z poważnymi problemami socjalnymi, które dręczyły kraj. Osiem miesięcy po koronacji Jan Karol I wyznaczył na stanowisko szefa rządu Adolfa Suáreza, który wcześniej przez 18 lat był członkiem Ruchu Narodowego (po śmierci dyktatora został nominowany na sekretarza generalnego organizacji). Decyzja ta spowodowała protesty sił politycznych lewicy, ale legalizując działalność związków zawodowych i partii politycznych Suárez zyskał popularność jako szef rządu. Nowy premier oparł swoją politykę na dwóch podstawowych założeniach: opracowaniu ustawy, która pomogłaby wprowadzić reformy polityczne i zorganizowaniu wyborów demokratycznych.
Ustawa (La ley para la Reforma Política) została opracowana we wrześniu 1976 roku przez Fernándeza Miranda. Był to dokument kluczowy dla powodzenia legalnego przejścia z dyktatury do ustroju demokratycznego. Nie precyzowała dokładnie, jak będzie wyglądać nowy system polityczny.
Wybory powszechne z 15 czerwca 1977 roku były pierwszymi wolnymi wyborami, w których uczestniczyły partie polityczne, od zakończenia wojny domowej w Hiszpanii. Zwyciężyła Unia Demokratycznego Centrum (UCD), kierowana przez Suáreza (oddano na nią 34% głosów). W głosowaniu wzięło udział około 18 milionów Hiszpanów. Rezultaty pokazują, że postawili oni na polityków, którzy szukali rozwiązań kompromisowych. Rząd Suareza zrobił krok w kierunku utworzenia instytucji autonomicznych.
Konstytucja została zatwierdzona w grudniu 1978 roku i była rezultatem ogólnej zgody pomiędzy prawie wszystkimi partiami politycznymi. Ustanawiała jako formę państwa monarchię parlamentarną dwuizbową, bazującą na pluralizmie politycznym, decentralizacji kraju. Konstytucja definiowała Hiszpanię jako państwo społeczne, demokratyczne, przywracała nie tylko tradycje liberalne, ale również republikańskie zawarte w konstytucji z 1931 roku.
Kolejne wybory zarządzono na marzec 1979, zwycięstwo ponownie odniosła partia urzędującego premiera. W tym okresie przyznano prawa regionom hiszpańskim. Z czasem partia Suáreza zaczęła tracić poparcie, w wyniku czego w wyborach przeprowadzonych 20 października 1982 roku wygrała PSOE, a nowym premierem został Felipe González.